# Мануел дос Сантос (плавець)
Мануел дос Сантос (порт. Manuel dos Santos, 22 лютого 1939) — бразильський плавець.
Призер Олімпійських Ігор 1960 року.